# معماری ادواردی

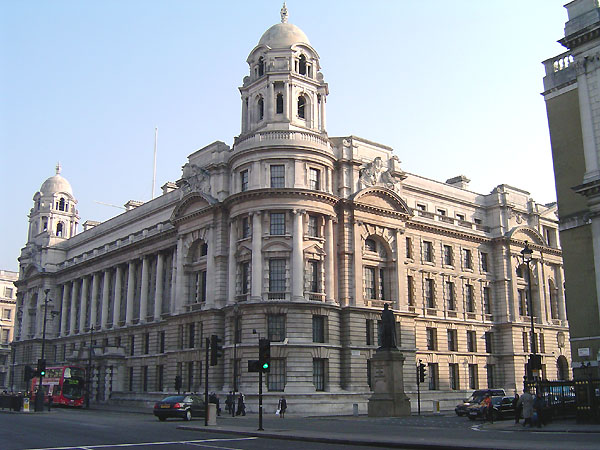
ساختمان هایی تحت معماری ادواردی

معماری ادواردی یا ادواردیان (انگلیس: Edwardian architecture) یک سبک معماری نئوباروک است که در دوران ادواردیان (۱۹۰۱–۱۹۱۰) در امپراتوری بریتانیا رایج بود. البته معماری تا سال ۱۹۱۴ نیز ممکن است در این سبک گنجانده شود.

## شرح و تعریف
معماری ادواردی به‌طور کلی کمتر از معماری مرتفع یا پسین ویکتوریایی آراسته‌است.جدا از یک زیرمجموعه - که برای ساختمان‌های اصلی استفاده می‌شود - به عنوان معماری باروک ادواردی شناخته می‌شود. انجمن ویکتوریا برای حفظ معماری ساخته شده بین سالهای ۱۸۳۷ و ۱۹۱۴ کمپین می‌کند، و بنابراین شامل معماری ادواردیایی و همچنین معماری ویکتوریایی در حوزه کاری خود می‌شود.